# Casa de l’Aigua
Casa de l'Aigua - stacja metra w Barcelonie, na linii 11. Stacja znajduje się w dzielnicy Nou Barris.
Stacja została otwarta wraz z całą linią w 2003.